# Ледесма, Кристиан Даниэль
Кристиа́н Даниэ́ль Леде́сма (исп. Cristian Daniel Ledesma; 24 сентября 1982, Морон) — итальянский футболист аргентинского происхождения, полузащитник, тренер.

## Карьера
В 15 лет Кристиана взяли в молодёжную команду «Бока Хуниорс». В 2001 году он перешёл в итальянский «Лечче», где впоследствии стал капитаном команды.
В июне 2006 года Ледесму приобрёл римский «Лацио». Контракт игрока был подписан до 2011 года на сумму в 450 тыс. евро в год. 24 августа 2010 года Ледесма продлил контракт с «Лацио» до 2015 года.
В 2015 году Ледесма перешёл в бразильский «Сантос».
14 ноября 2010 года вызван Чезаре Пранделли в сборную Италии на товарищеский матч против сборной Румынии.
17 ноября 2010 года дебютировал в сборной Италии в товарищеском матче против сборной Румынии, состоявшемся в австрийском Клагенфурте (вышел в основе и в начале второго тайма был заменён на Де Росси).

### Тренерская карьера
27 сентября 2024 года Ледесма был назначен временным главным тренером клуба Серии C «Асколи», в котором он работал тренером молодёжной команды, отвечая за команду до 19 лет. После всего одной игры, поражения со счётом 0:1 от «Римини», он вернулся к работе с командой до 19 лет.

## Достижения
- Обладатель Кубка Италии (2): 2008/09, 2012/13
- Обладатель Суперкубка Италии (1): 2009